# Quartetto per archi n. 4 (Bartók)
Il Quartetto per archi nº 4 in Do maggiore, Sz. 91, BB 95 è una composizione di Béla Bartók scritta nel 1928.

## Storia della composizione
Dopo che Claude Debussy aveva portato all'estremo limite lo sfruttamento di risorse dell'accordo (come anche, in altri contesti storici, avevano fatto Richard Strauss e Alexander Skrjabin), la restaurazione del contrappunto sarebbe divenuta la principale questione problematica della musica. Il ritorno allo stile rigoroso di Johann Sebastian Bach, con le sue fughe ben squadrate sopra rigidi segmenti tematici di soggetti e controsoggetti, favorì la tendenza sempre più diffusa tra i compositori moderni del XX secolo a manifestare la propria vena creativa attraverso il consapevole rifacimento di stili del passato; da qui il ritorno non solo a Bach ma anche a Giovanni Battista Pergolesi, Domenico Scarlatti e Wolfgang Amadeus Mozart, principalmente a opera di Igor Stravinskij con la sua inesauribile sete assimilatrice. Ebbe in tal modo inizio la corrente della musica moderna designata come neoclassica, che, fino alla tragedia della seconda guerra mondiale, sembrava essersi assicurata il sopravvento sopra ogni altra tendenza musicale.
In comune con la tendenza neoclassica Béla Bartók aveva il rispetto della tonalità ed il culto del canto popolare; tuttavia, qualcosa gli impediva di identificarsi totalmente in essa. Egli aveva ormai assimilato pienamente il folclore magiaro e nelle sue opere maggiori manifestava il proprio distacco dagli apporti della civiltà musicale europea: Debussy e Arnold Schönberg, l'espressionismo e l'impressionismo, la politonalità e la dodecafonia, Stravinskij e Paul Hindemith, oltreché il neoclassicismo, appunto. Bartók era così arrivato a realizzare una complessa e difficile opera di contaminazione innalzando il folclore ai suoi valori universali di linguaggio mediante l'apporto di tutti i mezzi offerti dalla musica colta; un'opera che egli riuscì a conseguire in virtù di una personalità di artista così profondamente delineata da trasformare in denominatore comune gli apporti più disparati. Massimo Mila ha definito Bartók il musicista della libertà per la sua capacità di servirsi di innumerevoli elementi senza divenire schiavo di un sistema o di un preconcetto, rimanendo sempre sé stesso.
Egli fu quindi uno degli ultimi compositori dall'espressione diretta, mai mediata attraverso la cultura o ispirata a modelli e stili preesistenti. Di conseguenza, nello stabilire il proprio stile polifonico, Bartók evitò di rivolgersi a Bach o ad Antonio Vivaldi, contrariamente ai musicisti di tendenza neoclassica che avrebbero sfruttato la coscienza storicistica come un trasformatore di corrente, facendo scaturire l'invenzione musicale dal mascheramento stilistico.
Così, quando iniziò a comporre il suo Primo Quartetto per archi la minore il musicista ungherese scelse come modello di riferimento la polifonia degli ultimi Quartetti di Ludwig van Beethoven, da cui sarebbe pervenuto a uno dei suoi contrassegni stilistici più caratteristici, vale a dire il contrappunto germinale, basato sul lento dipanarsi di cellule musicali alla maniera del formicolio di particelle costitutive della materia. Un altro problema che Bartók dovette affrontare fu quello della forma; egli fu indotto istintivamente a superare il tradizionale taglio sonatistico in quattro movimenti (allegro, adagio, scherzo, finale) ed a preferire una strutturazione più stretta e organica e meno artificiosa e culturale. Dopo gli esperimenti formali tentati nel Secondo e nel Terzo Quartetto, Bartók sarebbe finalmente pervenuto ad una compiuta codificazione della forma e a ottenere quell'unità complessiva della composizione che gli stava tanto a cuore con il Quarto Quartetto per archi, dove compare la forma a ponte articolata in cinque movimenti, di cui il terzo si trova collocato nel più intimo centro della composizione, come un seme nel frutto, e avvolto da due strati simmetrici di diversa espressione: secondo e quarto tempo rapidi e leggeri, in stile di scherzo, se il terzo tempo era lento (com'è il caso del Quarto Quartetto); primo e quinto tempo più estesi, sonatistici. È la stessa forma che Bartók avrebbe adottato diversi anni dopo durante il periodo dell'esilio negli Stati Uniti d'America per un altro suo capolavoro, il Concerto per orchestra scritto fra il 1942 e il 1943 su richiesta di Serge Koussevitzky, direttore della Boston Symphony Orchestra.
Iniziato nel luglio 1928, secondo quanto indicato alla fine della partitura, il Quarto Quartetto fu composto in onore del Quartetto Pro Arte di Bruxelles ed eseguito per la prima volta a Budapest dal Quartetto Waldbauer-Kerpely nel corso di un concerto in cui figurarono nel programma altre opere di Bartók, tra cui il Terzo Quartetto, alcuni brani della suite All'aria aperta, la versione per violoncello e pianoforte della Prima Rapsodia e la versione per sole voci delle Scene contadine.
A sua volta, il Quartetto Pro Arte eseguì l'opera a Berlino all'inizio del mese di ottobre ed a Vienna il 21 ottobre dello stesso anno.

## Struttura della composizione
Il Quarto Quartetto è una delle opere dove maggiormente si avvertono alcuni dei tratti caratteristici del linguaggio musicale di Bartók, assolutamente originale e personale sotto il profilo della modalità, della mobilità ritmica, dell'invenzione e calibrazione timbrica; un linguaggio espressivamente sotteso da zone di intensa emozione interiore.
La caratteristica saliente di quest'opera, secondo Massimo Mila, è costituita dalla straordinaria tematicità, vale a dire «la pregnanza di pochi motivi generatori, dai quali vengono dedotte le rispettive coppie dei movimenti esterni (primo, quinto) e dei movimenti di numero pari (secondo, quarto)».
Malgrado l'autore abbia dato ad alcuni biografi l'impressione di preferirgli il Terzo Quartetto, il Quarto è un'opera notevole per intensità, emozione ed unità, nella quale si ode un linguaggio denso con alternanza di ombre e fuochi di luce viva. Sotto alcuni aspetti può anche apparire persino una composizione singolare, con particolare riferimento all'asprezza del vocabolario e degli effetti di scrittura (pizzicato, impiego in taluni passaggi della sordina) scelti da Bartók; tuttavia, si tratta nell'insieme di un'opera notevole, ricca di ornamenti lirici ricamati di armonie e di ritmi colorati.
- I. Allegro

Nel primo movimento (in Do) si ravvisa l'adozione di una forma-sonata molto libera, con l'esposizione di due temi (peraltro originati da una stessa matrice), uno svolgimento e una ripresa variata.
Il primo tema è una figura di sei note, affermata con durezza dal violoncello nella settima battuta; le prime tre note, quasi raschiate in un aspro staccato, sono crome e hanno un andamento ascendente, mentre le successive tre sono semicrome, legate e discendenti. La figura, che nel corso del movimento sarà spesso completata circolarmente con la propria inversione (le prime tre note discendono, mentre le altre tre ascendono) è presentata a questo punto nella sua forma stretta, ossia con intervalli cromatici.
Il secondo tema è annunciato a canone dai due violini sopra un archeggiamento di viola e violoncello; esso si presenta appianato nel ritmo (le note sono tutte crome) e in forma allargata, vale a dire con intervalli diatonici (secondo la scala moderna costruita di toni e semitoni). Si tratta di una delle figure ricurve predilette da Bartók che sembrano girare su sé stesse e sovente paiono incantarsi in ripetizioni ostinate o rigirarsi su vortici, mulinelli melodici o ingorghi armonici quasi a imitazione di giochi d'acqua.
Un insieme di ripetizioni ostinate, bruschi arresti, gruppi di note tenute unite in accordi impossibili e altre diavolerie caratterizzano lo svolgimento e la ripresa; quest'ultima si rivela assai variata rispetto all'esposizione e presenta un sinuoso movimento ascendente di canoni sul secondo tema che inizia dal violoncello e si dispiega poco per volta in una sorta di lenta ma continua propagazione germinale. Dopo tale breve e misterioso episodio di esecuzione legatissima, ricompare il primo tema con il suo assai brusco inizio staccato e la sua violenta accentuazione ritmica. Il movimento culmina in un Prestissimo con funzione di coda, dove il motivo fondamentale viene eseguito con crescente brutalità e ostinazione.
- II. Prestissimo, con sordino

Nel secondo movimento (in Mi) Bartók utilizza gamme semi-cromatiche che procedono a un ritmo vertiginoso, accanto a un uso del glissando che si risolve in puro rumore per l'ascoltatore. L'imperio del ritmo piega le figure tematiche in vortici, dando l'impressione della materia che lotta contro sé stessa con inesauribile energia; il musicista pare qui ritornare alla concezione dell'Allegro barbaro ma si tratta, osserva Massimo Mila, di un Allegro barbaro che arriva paradossalmente in punta di piedi, tutto in sordina. Nel Prestissimo si ravvisa la struttura di uno scherzo in due parti che racchiude al suo interno un trio. Le due parti dello scherzo sono a loro volta in forma ternaria; il loro motivo fondamentale, esposto immediatamente da viola e violoncello, è costituito da una rapida ascesa e discesa cromatica che presenta una certa parentela con l'idea fondamentale del precedente movimento. Il predominio di tale motivo viene meno per un breve momento nella sezione centrale, poi si riafferma culminando in due serie di accordi fortemente dissonanti (sette note suonate contemporaneamente, prima per dodici e poi per sei volte).
Nel trio, dall'andamento più aggraziato, l'idea germinale è costituita da una figura di cinque note costituente un intervallo di terza diminuita ripetuto, che conclude sopra la nota intermedia. La figura passa alternatamente dal secondo al primo violino sopra un moto continuo e sussurrante di viola e violoncello. Tale sfondo ritmico passa successivamente in primo piano suonato dai quattro esecutori e conduce a un episodio che inizia con un concerto di glissandi cui seguono brevi incisi suonati alternativamente sul ponticello e in modo ordinario, spezzati da strappate di secchi accordi in pizzicato.
Nella ripresa, molto libera, il motivo cromatico ricurvo viene frammentato e ritorto dagli esecutori, che riprendono il gioco degli effetti di glissando, di trilli, di pizzicato e di suoni sul ponticello.
- III. Non troppo lento

Nel terzo movimento (in La) emerge all'inizio una cantilena del violoncello dal tono rapsodico che rivela l'influsso della musica contadina ungherese, cui segue un episodio in cui domina un'atmosfera notturna pervasa dai suoni della natura come mormorii silvestri e canti d'uccelli. Si avverte qui come, accanto alla musica contadina, il simbolismo della natura trovi immediatamente accesso nell'opera di Bartók quale espressione della bellezza e della grandezza immediate, oltre che dell'inesauribile diversità della materia. Dopo l'episodio notturno si ode il ritorno del motivo rapsodico intonato dal violoncello ma in forma più breve, quindi riappare il notturno con gli acuti pigolii di violino. Il terzo movimento, dunque, si configura strutturato in forma ternaria, con due vasti episodi seguiti da una replica abbreviata di entrambi e con una breve coda in conclusione.
- IV. Allegretto pizzicato

Nel quarto movimento (in La bemolle) Bartók muta il cromatismo adottato nel precedente Prestissimo in diatonismo e adotta tratti decisamente spiritosi mediante l'uso costante del pizzicato. La melodia circolare che la viola presenta per prima con l'accompagnamento degli altri tre strumenti non è altro che una variante trasformata del rapido sali-scendi costituente il tema del Prestissimo; si rinviene quindi nell'Allegretto un'analogia con il primo movimento dove Bartók ha dedotto il secondo tema dal primo. Vi è un'altra analogia, questa volta con il Prestissimo, in quanto anche il quarto movimento racchiude al suo interno un trio, il cui tema è dedotto (con allargamento ritmico da semicrome a crome) dalla figura costituente il tema del trio nel Prestissimo: un intervallo di terza diminuita che chiude sulla nota intermedia.
- V. Allegro molto

Il quinto movimento presenta evidenti analogie con il primo, in quanto entrambi rappresentano lo strato esterno del Quartetto; la tonalità in Do è la stessa e il materiale tematico è in comune.
Inoltre, sia l'uno che l'altro si concludono in maniera pressoché identica. Se il movimento sonata appariva oggettivo e costruttivo, l'ultimo movimento sviluppa a partire da stridenti dissonanze un tipo di danza (peraltro, estremamente stilizzata) nella quale pare risuonare anche un richiamo al jazz.
Le strappate iniziali dei quattro strumenti danno vita ad un andamento ritmico che, pur nella sua minore ampiezza fonica, ricorda la violenza primordiale de La sagra della primavera di Stravinskij. I violini annunciano un tema circolare che manifesta un'evidente analogia con il primo tema del primo movimento. L'analogia è ancora più accentuata nell'episodio centrale, una sorta di trio che si presenta dopo una pausa alquanto lunga. Dopo il trio si ha una pausa più breve, poi è la volta della ripresa nella quale il duro tema ritmico iniziale viene riaffermato in tutta la sua asprezza, quasi a rivelare, conclude Massimo Mila, la cellula che ha dato origine all'intera composizione.

## Discografia parziale
- Alban Berg Quartet (EMI)
- Arcadia String Quartet (Chandos)
- Belcea Quartet (Warner Classics)
- Emerson String Quartet (Deutsche Grammophon)
- Fine Arts Quartet (Music & Arts Programs)
- Quartetto Hagen (Deutsche Grammophon)
- Heath Quartet (Harmonia Mundi)
- Hungarian String Quartet (Deutsche Grammophon)
- Juilliard String Quartet (1950) (Sony BMG)
- Juilliard String Quartet (1963) (Sony BMG)
- Keller Quartet (Erato Disques)
- Parrenin String Quartet (Vega)
- Ramor Quartet (Vox Turnabout)
- Rubin Quartet (Brilliant Classics)
- Tatrai String Quartet (Hungaroton)
- Tokyo String Quartet (Deutsche Grammophon)
- Vegh String Quartet (Telefunken)
- Vermeer Quartet (Naxos)